# Arquitectura popular y civil onubense
A raíz del cruento terremoto de Lisboa de 1755 parte de las construcciones privadas, civiles y religiosas de la provincia de Huelva y de la capital desaparecieron. Como respuesta a ello se desarrolló un estilo de construcción barroco que se fue modificando hasta que a finales del siglo XIX evolucionó a un nuevo modelo arquitectónico.
Las casas particulares de la ciudad eran sencillas, de una o dos alturas en las que ventanas y puertas de acceso aparecen enmarcadas por ladrillos y con los paños de la fachada pintados. Elementos de este estilo arquitectónico fueron adoptados por arquitectos como José María Pérez Carasa para las construcciones de inspiración anglosajona, como el Barrio Reina Victoria, encargadas por las empresas mineras afincadas en la ciudad.
Ese modelo podría decirse que evolucionó ostensiblemente en la zona del centro histórico de la ciudad en construcciones más señoriales. Adoptó elementos de diversos estilos, desde el modernismo al regionalismo y para edificios tanto privados como públicos. Este modelo fue estilo fue despareciendo y abandonándose exponencialmente dada la poca sensibilidad conservadora de los gobernantes y el desarrollismo incontrolado del siglo XX. Aunque aún quedan escasos ejemplos de casas abandonadas en la zona de la Avenida de Andalucía o en las barriadas de Las Colonias o El Matadero y descontando la protección a cargo de la Junta de Andalucía de algunos bienes inmuebles parte de este estilo inicial ha desaparecido.
El siglo XX implicó una concepción desarrollista de la arquitectura. Las casas bajas comenzaron a ser sustituidas por bloques altos y solo los edificios públicos de la emergente capital aportaron construcciones interesantes, como por ejemplo, con la construcción de la Gran Vía de la ciudad que unió El Punto con la Plaza de las Monjas y donde son destacables los edificios del Palacio Municipal (Ayuntamiento) y de Hacienda en el año 1949.
En cuanto al siglo XXI aparecen construcciones vanguardistas interesantes que intentan dar una imagen de modernidad y homogeneidad a una ciudad que intenta acercarse a la ría de Huelva.

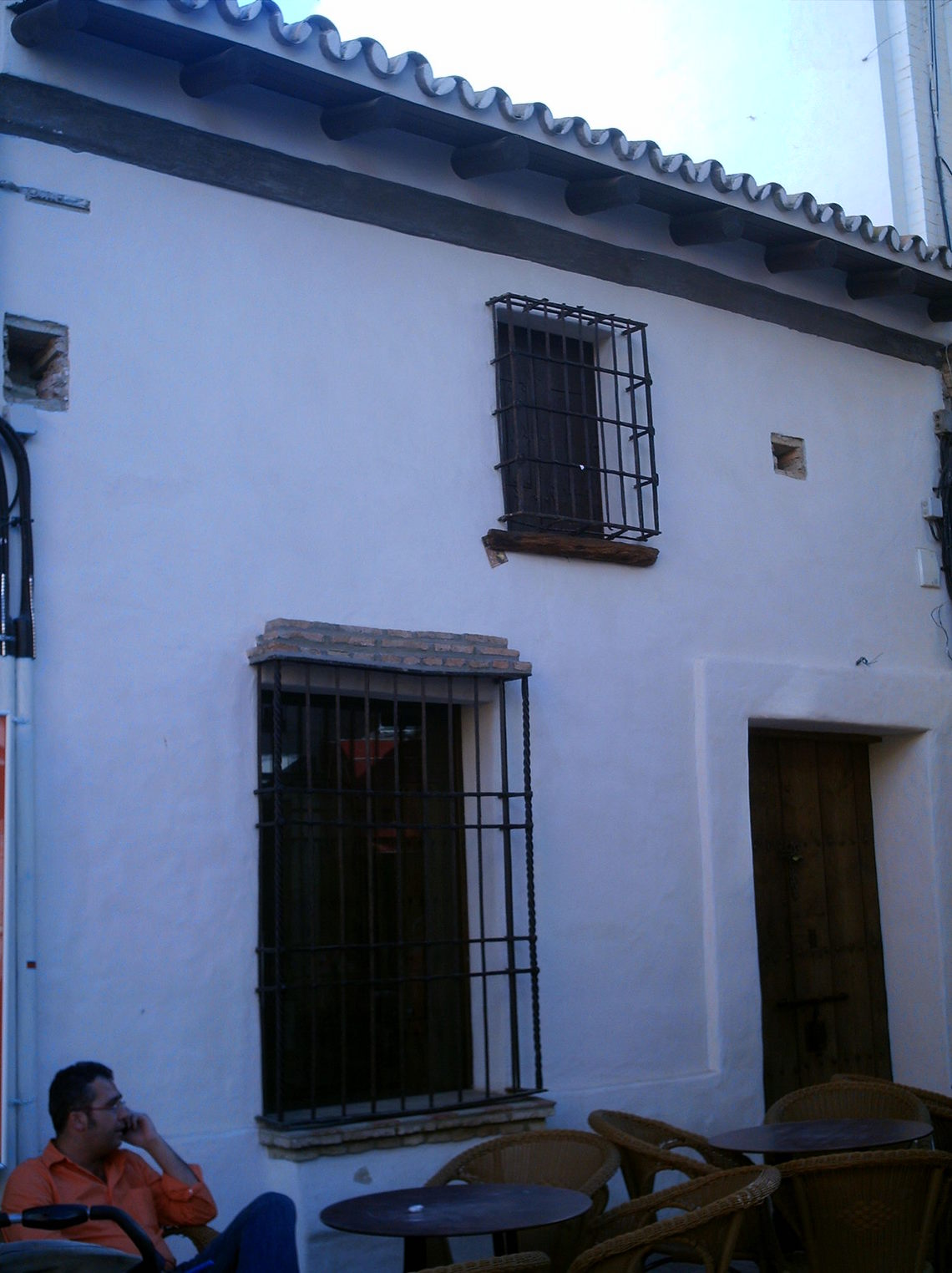
Casa en Calle Berdigón, siglo XVI.
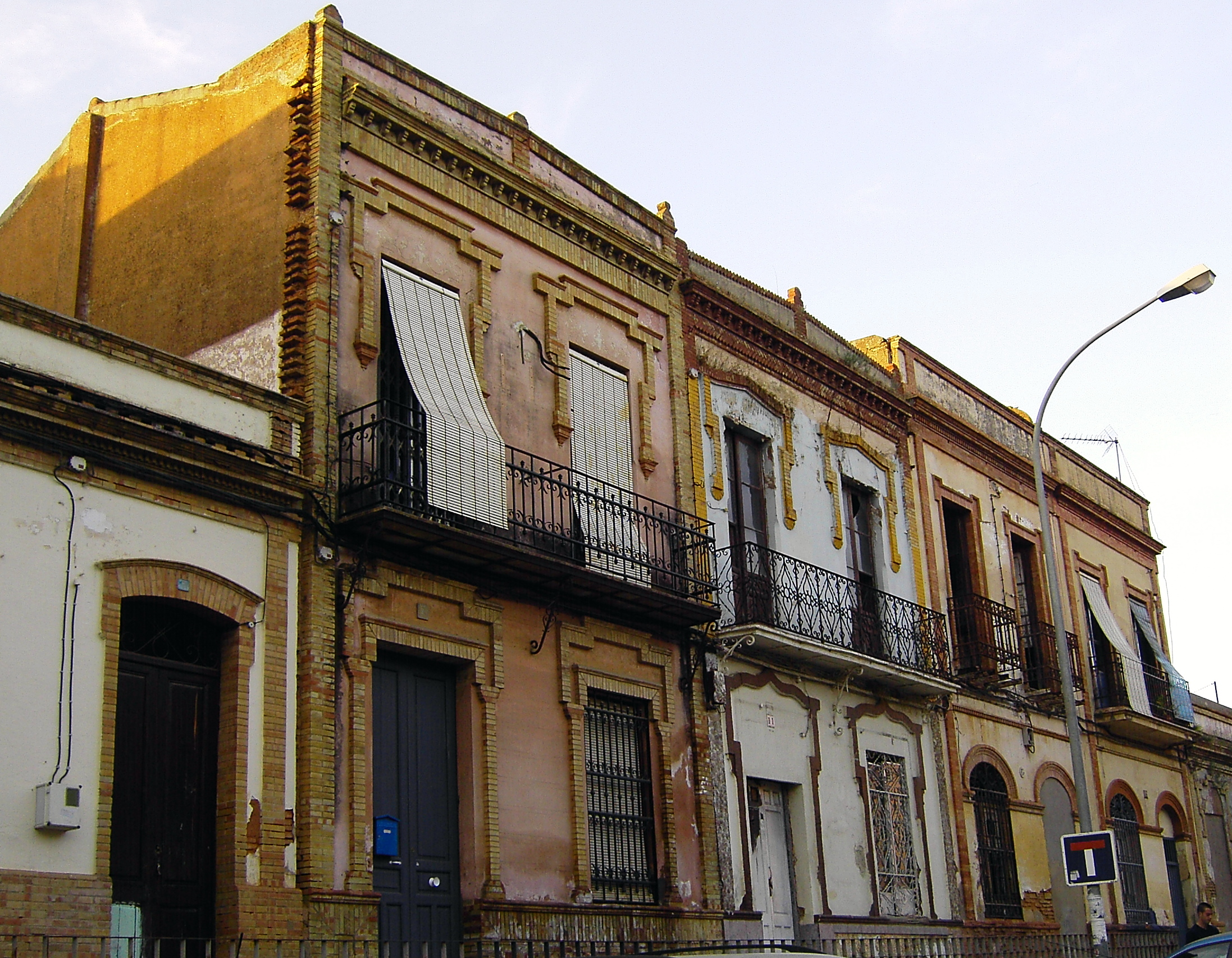
Casas abandonadas con la estructura típica onubense del siglo XIX (en Avenida de las Adoratrices).

## Siglo XVIII (El siglo de oro de la arquitectura onubense) y siglos anteriores
Es en esta época cuando se produce un importante crecimiento demográfico y económico en Huelva y su provincia a lo que se le suma la necesidad de reconstruir los edificios dañados por el Terremoto de Lisboa o construir unos nuevos. Tal es así de fecunda esta centuria que el Profesor Teodoro Falcón la considera como el «Siglo de Oro» de la arquitectura de la provincia. La mayor parte de estas nuevas construcciones van a ser religiosas, como el antiguo Convento de la Merced (levantado en el siglo XVII pero reformado en estilo barroco en el XVIII), la Torre de la iglesia de San Pedro, la de la Iglesia de la Concepción, entre otras, pero otras serán construcciones civiles, aunque la mayor parte ya han desaparecido. De los siglos anteriores al siglo XVIII se conservan algunos elementos, principalmente templos religiosos, y algunos civiles.
- Casas privadas del casco urbano como la Casa de los Trianes (1760) y la Casa de los Garrocho.
- Comandancia de la Guardia Civil.Escudo nobiliario que preside el Palacio del Duque.

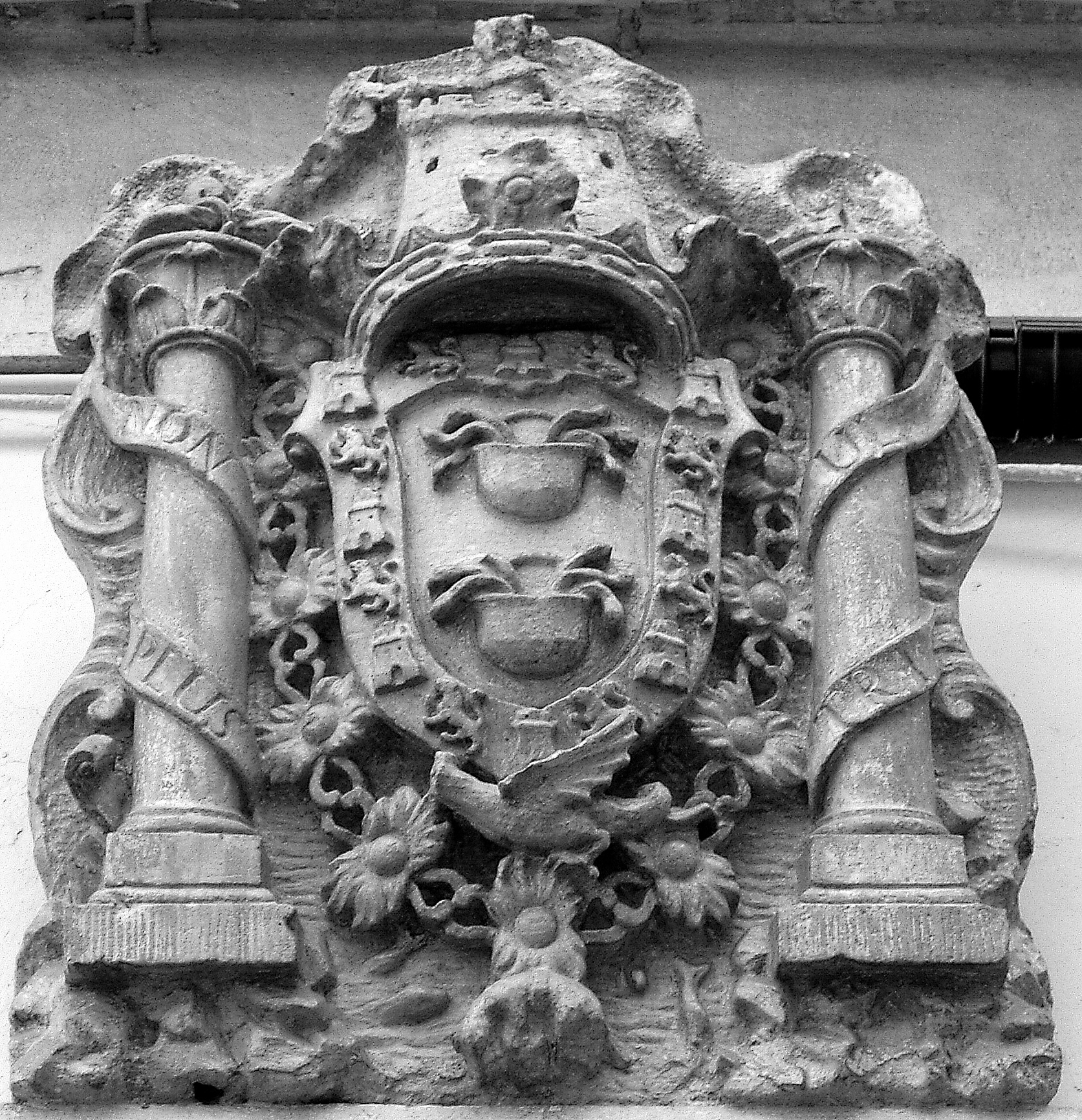
Escudo nobiliario que preside el Palacio del Duque.

- Palacio del Duque de Medina Sidonia. Situado en la calle Palacio (llamada así por la existencia del mismo). Data del siglo XVII. Edificio de considerables dimensiones que entronca con la arquitectura típica de la ciudad. Actualmente ha pasado a ser un edificios de oficinas con las correspondientes reformas pertinentes. Es interesante observar el escudo nobiliario de la casa ducal de Medina Sidonia.
- La Cruz de los Ángeles. Su datación se centra en el siglo XVI. Se trata de una cruz de hierro forjado de gran gusto que se encuentra en la Plaza de los Capellanes, junto al Santuario de la Cinta. Tuvo otras ubicaciones como la Placeta, de la que fue movido por suponer un obstáculo en los planes urbanísticos que había para esa zona.
- Ajimez. Un ajimez es una ventana mudéjar partida por una columna, dividiéndola en dos. Está realizada en ladrillo y estaba situado en la Calle Puerto en sus inicios.Unas remodelaciones posteriores de la calle hizo que la casa desapareciera aunque se trasladó el ajimez a los jardines de la Cinta, donde se encuentra actualmente.
- Casa barroca. Situada frente a la iglesia de la Concepción, con fachada encalada en blanca y detalles barrocos como capiteles, propios del siglo XVIII.
- Casa de la Chanca. Casa enclavada en el casco histórico, junto al desaparecido Mercado del Carmen. Consta de tres fachadas iguales y una planta de altura con números balcones. En esta casa nació el famoso actor onubense Jose Luis Gómez

## Siglo XIX y El legado inglés
Hacia 1870 la ciudad se estructura en torno a la carretera de Sevilla, con calles como Concepción, Palacios y Berdigón y sus transversales, ocupando espacio hasta la Plaza de la Merced y la salida hacia Gibraleón. Pero la ciudad rápidamente comienza a crecer y transformarse.
A raíz de la explotación de las minas situadas al norte de la provincia, empresas como la Rio Tinto Company Limited construye las necesarias infraestructuras ferroviarias para dar salida natural por el puerto de la ciudad a los minerales. Asimismo parte del staff de la empresa así como los directivos van a necesitar una serie de edificios que pudieran dar salida a sus necesidades de ocio. Parte de los edificios del siglo XIX van a ser construidos por los gerentes ingleses de esta empresa. Este crecimiento debido a las nuevas necesidades «industriales» hacen que los gobernantes alejen a la ciudad de la ría propiciando un crecimiento desordenado del núcleo. Ejemplo de ello es la forma de «media luna» que progresivamente adapta el plano de la ciudad a partir de esos años.
De los construcciones de esta época destacan las relacionadas con el ferrocarril y la conexión de las vías con la ría: 
- Muelle de la Compañía de Tharsis (1873), construido por el ingeniero escocés William Moore y encargado por la Compañía Minera de Tharsis. Puede ser visto desde el Puente-Sifón Santa Eulalia.
- Muelle de mineral de la compañía Riotinto  (1876). Diseñado para unir el puerto de la ciudad con las vías de tren que traían los minerales desde la Cuenca Minera. Se considera el máximo exponente de la arquitectura inglesa en Huelva.Fue declarado Bien de Interés Cultural en 2003,
- Estación de Huelva-Término (1880), de estilo neomudéjar y diseñada por Jaime Font y Pedro Soto. Enlaza la ciudad con los trenes procedentes de Sevilla (de ahí que se le conozca popularmente como «Estación de Sevilla») y la provincia de Badajoz. Su planta es atípica para ser una estación término porque no tiene forma de letra «U». Se encuentra construida en ladrillo visto y adornada con arcos de herradura y remates escalonados en las almenas.
- Depósito de Agua (1879). Situado en la Avenida Italia, junto a las vías férreas de la ciudad, se encuentra el antiguo depósito de agua con forma octogonal en hierro fundido, del cual se surtían las antiguas locomotoras de vapor camino de Sevilla.
- Cementerio Inglés. Junto al cementerio cristiano de la Soledad, se encuentra uno de los pocos cementerios ingleses de España. Cuenta con numerosas tumbas del siglo XIX y comienzos del siglo XX.
- Locomotora de vapor. En la plaza Niña, se encuentra una locomotora de 20 toneladas cedida por el puerto para la ciudad y que fue construida en 1889 y comprada a Bélgica.
- Antigua Estación de Zafra (1892), llamada así por ser la estación de donde partían los trenes Huelva-Zafra fue inaugurada con motivo del IV Centenario del Descubrimiento de América. Llama la atención por su vistosa fachada de azulejos, usual en la ciudad, y que la un estilo claramente colonial. Actualmente es la sede de Turismo y Deporte de la Junta de Andalucía. Se encuentra a escasos metros de la plaza Doce de Octubre y frente a la actual estación de autobuses.
- Antiguo Mercado de Santa Fe (1899-1900). Obra de grandes proporciones del arquitecto Trinidad Gallego realizado en ladrillo visto, propio de la arquitectura industrial de comienzos de siglo y una gran cubierta de hierro y cristal en forma piramidal. En su inicio fue un mercado de abastos, aunque duró pocos años para ese menester. Además de mercado fue almacén, biblioteca, museo y por último cuartel.
- Antiguo Matadero. Situado a escasos metros del Barrio Reina Victoria. Obra neomudéjar de finales del siglo XIX realizada en ladrillo. Hoy alberga la Escuela de Artes y Oficios León Ortega. Es interesante su fachada y su patio interior en forma de claustro.

Otras construcciones civiles destacadas son:
- Antiguo Círculo Mercantil (1889). Situado en la Calle Rico, esta preciosa casa señorial destaca su portada con dos columnas en la parte superior de la puerta.
- Casa Colón (1883). Situada en la céntrica Plaza del Punto, es uno de los edificios más emblemáticos de toda la ciudad. Fue inaugurado como Gran Hotel Colón para la conmemoración del IV Centenario del descubrimiento de América. En 1889 se firmó en la sala de chimeneas el acta de creación del Huelva Recreation Club. Está formado por cuatro pabellones que además de servir de Sede al Festival Iberoamericano de Huelva y otro tipo de actos alberga diversas dependencias municipales. El pabellón principal es un edificio moderno, el Palacio de Congresos de 822 plazas (más dos salas para 150). Posee una sala multiusos de gran capacidad preparada para todo tipo de eventos culturales así como para reuniones, asambleas congresos, etc. En el pabellón de Levante se encuentra una biblioteca y el Archivo Municipal además de una sala de exposiciones. El pabellón de Poniente que consta de varias salas de reuniones y seminarios con capacidad para más de 300 personas. Por último, La Casa Grande cuenta con equipamiento cultural y un salón para recepciones así como de otras dependencias de apoyo para el moderno Palacio de Congresos.
- Monumento a Cristóbal Colón. Se trata de una escultura colosal de 37 metros de altura, realizada en 1929 en estilo cubista, mirando hacia la zona de la ría y cubierto con un manto. En su pedestal se encuentran diversos bajorrelieves que representan a las culturas azteca, inca, maya y cristiana. El interior del pedestal está hueco, y en él se pueden encontrar motivos relativos al descubrimiento y los nombres tanto de los descubridores que viajaron en las carabelas como de los miembros de la fundación que contribuyó a su creación. También aparece un grupo escultórico representando a los Reyes Católicos. Fue proyectado por la escultora norteamericana Miss Gertrude Vanderbilt Whitney a la cual está dedicado un importante Museo en la ciudad de Nueva York.
- Palacio de las Conchas. Situado frente al Gran Teatro. Precioso palacio de los años 20 de grandes proporciones y en un estilo neorrenacentista muy cuidado y que guarda una gran armonía. De este palacio destacan sus cierros acristalados, la cerámica y columnas de las ventanas así como las conchas a las que le debe nombre. Este palacio fue residencia de uno de los toreros más importantes de la ciudad, Antonio Chamaco. Forma parte de la Ruta de los Toreros que ha diseñado la Concejalía de Turismo.
- La Casona. Construida en los años 20. Este pequeño edificio situado en la Alameda Sumdheim, que une el centro de la ciudad con el Barrio Reina Victoria es un ejemplo de casona modernista en muy buen estado de conservación. Fue el lugar donde se imprimía un diario local. Actualmente es un famoso pub con un agradable jardín delantero además de ser una conocida discoteca onubense.
- Barrio Reina Victoria (1916). También conocido como Barrio Obrero, en un conjunto acotado de casas de diseño anglosajón que acogió a las familias de los trabajadores ingleses de las minas en el siglo XIX. En sus aledaños se encuentra una pequeña oficina de turismo del ayuntamiento. Declarado Conjunto Histórico-Artístico.
- Palacio de Mora Claros. Palacio de principios de siglo edificado por Moisés Serrano y José María Pérez Carasa a finales de siglo y rehabilitado en 1997. De estilo historicista y afrancesado en su torreón, alberga actualmente un centro de Día de la tercera edad. Su interior rico en vidrieras y espectaculares detalles modernistas.
- Casa Berdigón. Se trata de la casa más antigua de la ciudad y la única que se conserva. Data del siglo XV-XVI, situada en la calle Berdigón. Actualmente es uno de los bares de moda por lo que se puede visitar en los horarios de apertura del establecimiento. En ocasiones se realizan exposiciones en la planta superior.

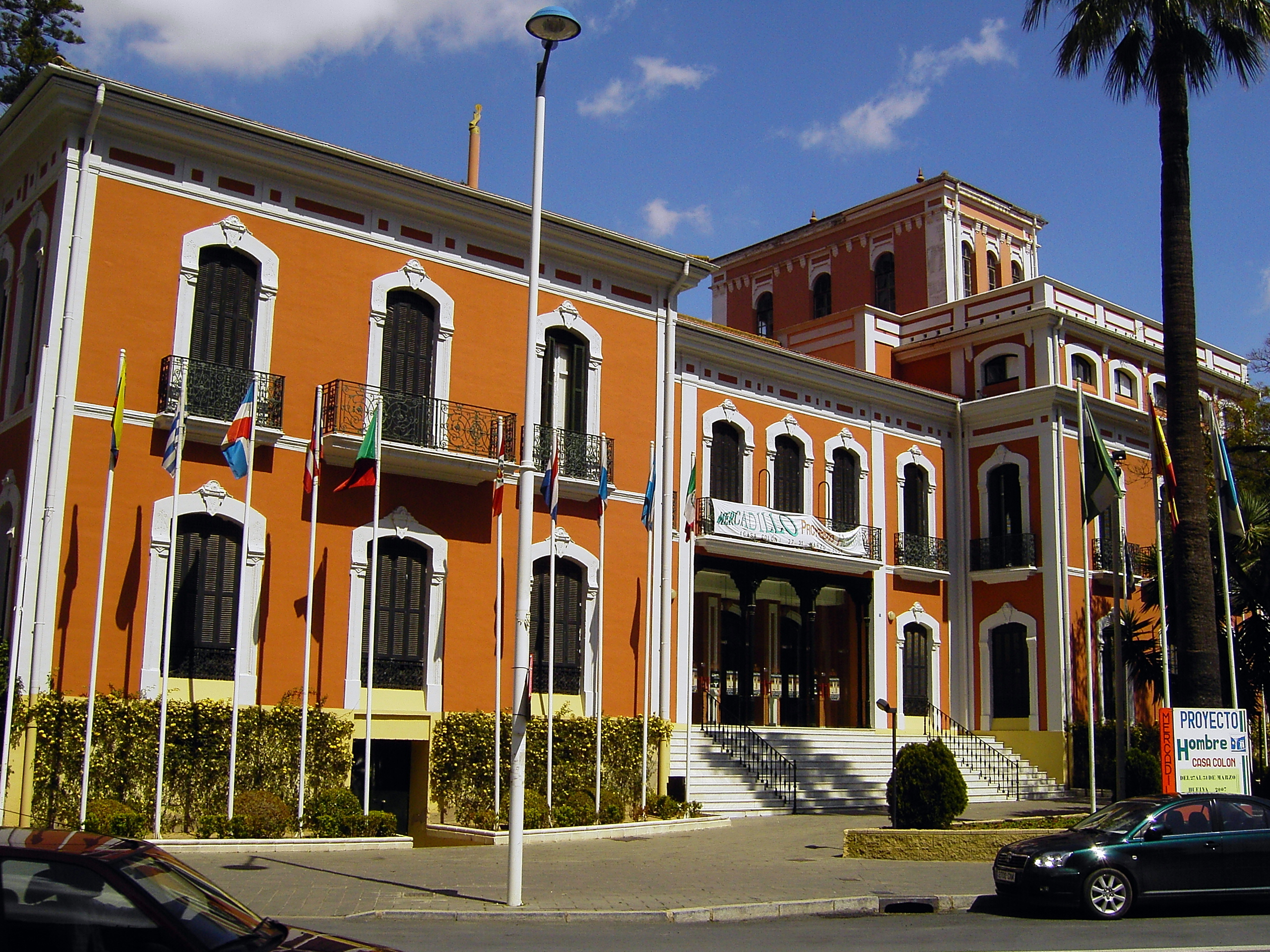
Casa Colón (1883).
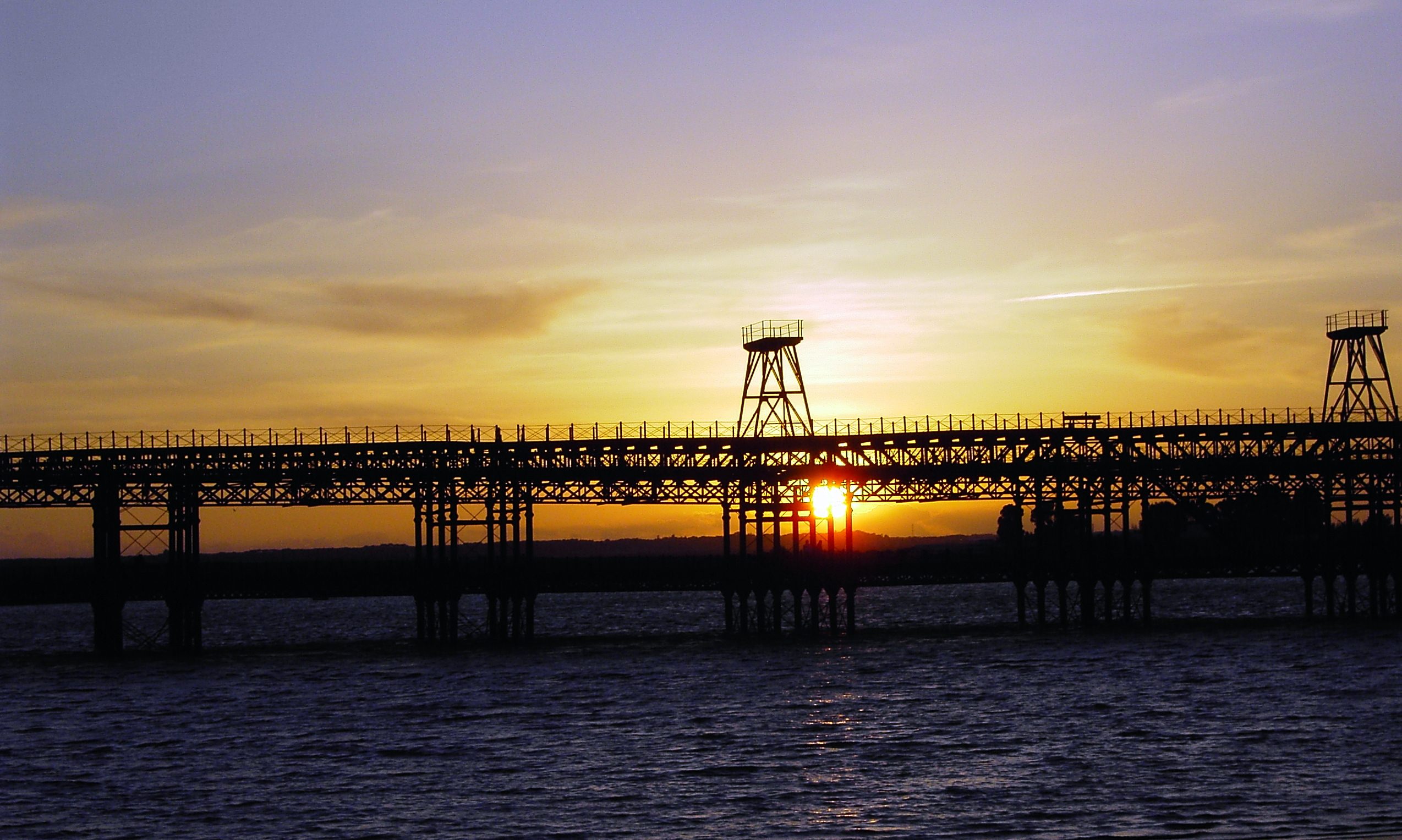
Muelle del Tinto (1876).
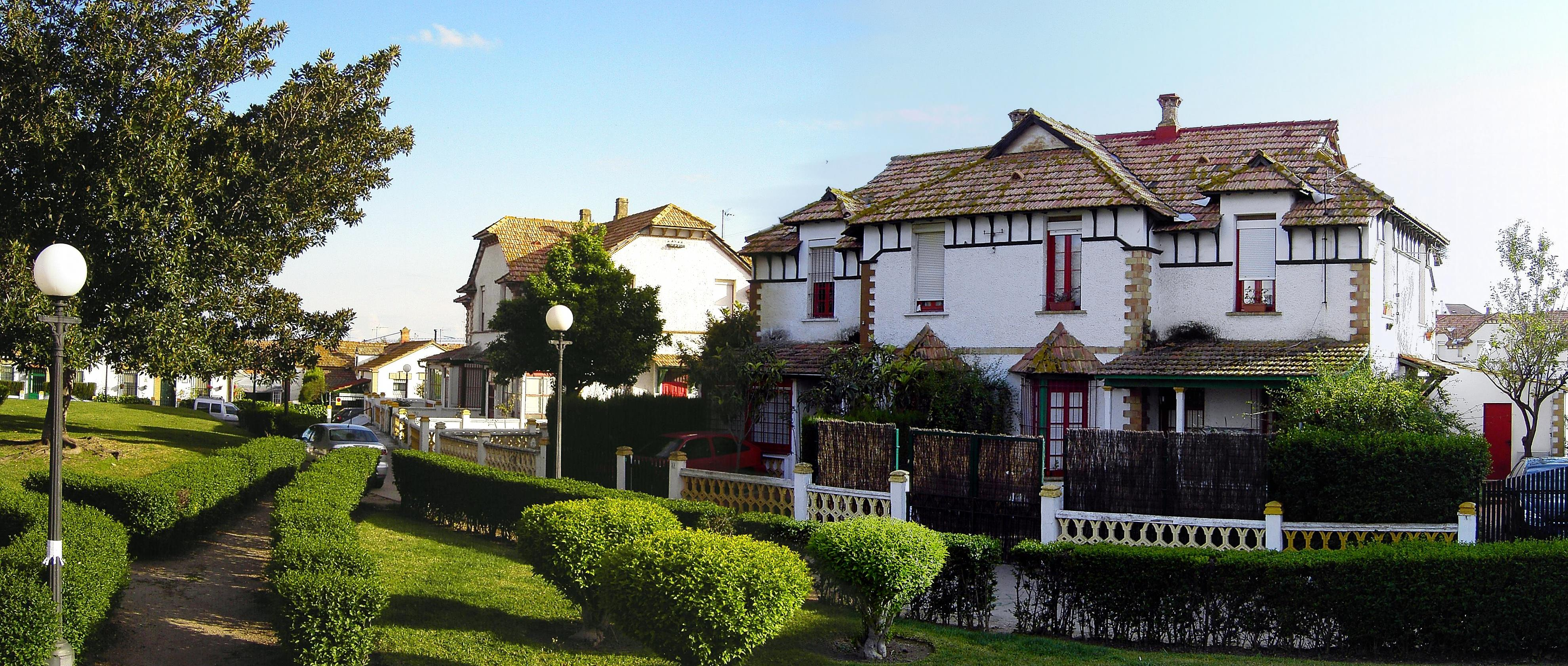
Barrio Reina Victoria (1916).
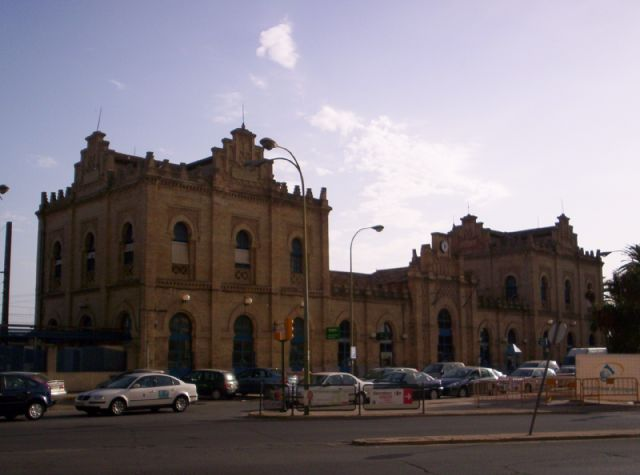
Estación de RENFE, Huelva término (1880).
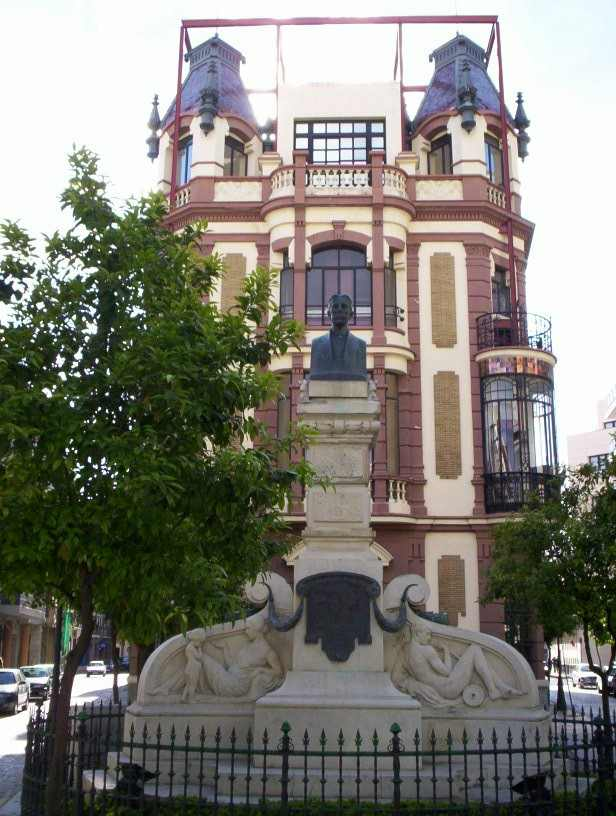
Casa del Millón, actual sede del Colegio de Arquitectos (1916).
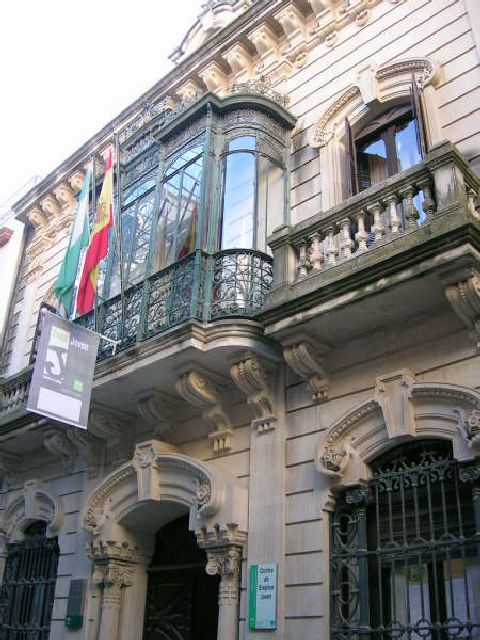
Casa Antonio Guijarro (1910).
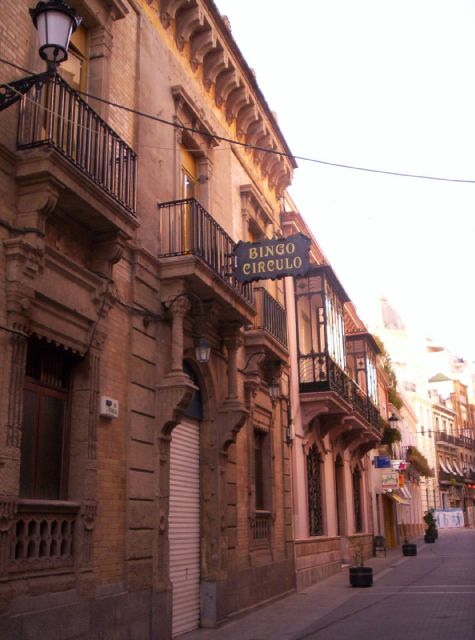
Antiguo círculo mercantil (1889).
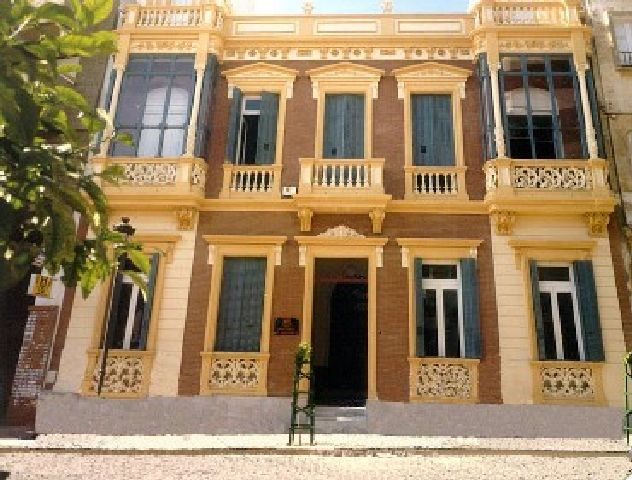
Casa Antonio Checa (1906).
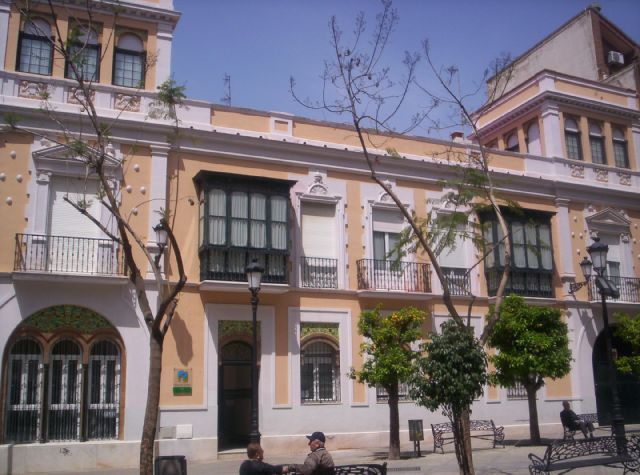
Palacio de las Conchas (1920).

## Siglo XX y el nuevo desarrollismo
El crecimiento de la ciudad en los dos primeros tercios de siglo es patente pero no comparable al del último tercio. En 1964 se construye el polo químico industrial, y al igual que un siglo antes con la llegada del capital inglés, se multiplican las nuevas construcciones modernistas en el centro histórico dando a la ciudad una curiosa peculiaridad con determinadas influencias foráneas que le proporcionan un aire exótico, que difícilmente se advierte en otras capitales andaluzas.
De la primera mitad de este siglo destacan:
- Plaza de toros de la Merced (1902). Concebida en un claro estilo regionalista con toques neomudéjares. Tiene una capacidad en torno a los 7000 espectadores. En 1984 se produjo una gran renovación de la plaza pues se encontraba en total abandono, se conservó la fachada que hoy se puede observar.
- Casa Méndez Camacho (principios del siglo XX), por el arquitecto Moisés Serrano y rehabilitado por Carlos Barranco en 2005. Soberbio palacete de estilo modernista en el que destacan las columnas situadas tanto en la planta baja como en la primera planta. También es de reseñar el cierre acristalado y el castillete situado en la esquina con la calle Vázquez López.
- Palacio de Diputación. Edificio de grandes dimensiones enclavado en plena Gran Vía de la capital, construido a mitad del siglo pasado. Destaca su fachada de aires neoclásicos con grandes columnas así como los escudos de los municipios cabeza de partido de la provincia de Huelva. Es interesane ver su fachada de noche ya que se encuentra perfectamente iluminado tanto la portada como cada uno de los escudos superiores.
- Cocheras de locomotoras del Puerto de Huelva. Datan de 1909-1912 y se encuentran frente al puerto, en el interior del parque de Zafra. Forma parte del patrimonio modernista de la ciudad. Se compone de dos pabellones, siendo el más grande de tres naves y el otro de dos. La de tres naves es el Centro de Recepción del Puerto de Huelva y la segunda cochera se ha adaptado en un Centro Cultural polivalente, capaz de albergar conciertos, exposiciones, funciones de teatro, etc.
- Casa del Millón. Con una vistosa fachada en la que destacan las bellísimas esquinas, con balcones que sobresalen de la línea de construcción y remates torreados, su aire se debate entre las soluciones clasicistas y la inspiración modernista. Actualmente es la sede del Colegio de Arquitectos. Construido en 1916. Frente a él se encuentra el monumento al alcalde Mora Claros, de los años 20.
- Casa Sainz de Frutos. Actual sede del colegio de aparejadores, aledaño al Gran Teatro. Impresionante casa señorial, que albergaba una antigua clínica y que se encuentra rehabilitada. Destaca la vidriera así como sus columnas en la portada y su interior. Se trata de uno de los eidificios más representativos del modernismo de la ciudad, centrándose sobre todo en el cierre acristalado.
- Gran Teatro de Huelva, diseñado por Otamendi, fue inaugurado como «Real Teatro» en el año 1923 y reformado en 1990. Actualmente es el centro de la cultura onubense. Es propiedad desde hace pocos años del Ayuntamiento. De estilo neoclásico, decoración llamada de Segundo Imperio, su edificación se debe al desarrollo económico y urbano registrado en Huelva a finales del siglo XIX, época pujante en la capital por la presencia de capitales extranjeros en la provincia y la prosperidad de las explotaciones mineras de Río Tinto. Es uno de los edificios más bellos de la ciudad.
- Colegio San José de Calasanz o de Ferroviarios (1930) construido por el arquitecto Francisco Alonso Martínez. Es un edificio catalogado de interés histórico. Se construyó para albergar a los hijos de los trabajadores del ferrocarril. Es de estilo racionalista. Actualmente se encuentra cerrado a la espera de una reforma que ponga en valor este edificio emblemático de la ciudad.
- Viviendas para mutilados (1938) y pabellones militares en Alameda Sundheim. Conjunto de viviendas, las cuales forman una plaza central, realizadas para los mutilados de la guerra. Todo el conjunto está realizado en estilo racionalista, por lo tanto, cuenta con la máxima protección.
- Antigua Cárcel Situada en la Avenida Federico Molina y junto a la Iglesia del Rocío. Un edificio de los años años 30de estilo regionalista que será objeto de una próxima restauración para albergar un centro dotacional cultural.
- Cine Rábida (1931), de Gutiérrez Soto siguiendo el modelo racionalista de corte náutico. Cuando en 2005 cesó su uso cinematográfico fue demolido para la construcción de un edificio de viviendas aunque se conservó su fachada.
- Instituto «La Rábida» (1933). Edificado a principios del siglo por José María Pérez Carasa. Es de estilo regionalista y destaca su monumentalidad y su situación, en la subida al Conquero, que hace que este tenga aún un aspecto más colosal.
- Delegación de Hacienda. Situado frente al Ayuntamiento. Se trata de un sobrio edificio frente al Palacio Municipal, construido en 1940 y del que destaca su entrada franqueada por columnas y su balcón central, con detalles neobarrocos.
- Palacio Municipal de Huelva (Ayuntamiento). Edificio de 1949 de estilo castellano construido por Alejandro Herrero y en el que destacan sus dos torres y su bello patio interior con arcos y columnas de estilo andaluz. Este edificio es interesante puesto que está realizado en un estilo insólito en la comunidad andaluza.
- Edificio de la Unión y el Fénix, famoso por su enorme estatua sobre la cúpula. Actualmente acoge a la Gerencia Municipal de Urbanismo.
- Casa José Caballero. Típico edificio del casco histórico onubense revestido de azulejos y combinados con ladrillos vistos. Edificado a comienzos de siglo, es la casa natal del afamado pintor onubense José Caballero el cual fue Premio Nacional de Pintura y uno de los máximos exponentes del vanguardismo en el siglo XX.
- Casa Octavio Cersola Edificio de gran factura realizado en 1930 para albergar las oficinas de la antigua Vasco-Navarra. Tiene un gran gusto compositivo y destaca su torre-cúpula de esquina con C/Marina, desde donde se observa la mejor perspectiva del edificio.
- Casa Regente. Situado en pleno centro histórico, junto a la Plaza de las Monjas y el Palacio de los Duques, se trata de uno de los más bellos edificios del centro onubense. Realizado en 1916 con inspiraciones modernistas, destaca su imponente cúpula y el gran mirador acristalado haciendo esquina.
- Casa Antonio Muñoz. Inmueble de arquitectura sencilla realizado en 191 6y situado en la calle Bocas, una de las más tradicionales del casco histórico. Cuenta con una fachada revestida de azulejos y con balcones de hierro fundido. Destaca una columna en el bajo realizada también en hierro fundido, típica de la ciudad onubense.
- Comandancia de Marina. Edificio de la década de 1940, situado en la plaza de la Marina, frente al puerto en estilo neobarroco. Destaca sobre todo su torre en el centro del edificio, su portada con soportales y su llamativo color amarillo. En la misma plaza se encuentran dos esculturas; un ancla y la proa de un barco recordando a todos aquellos marineros que perdieron sus vidas en la mar.
- Caseta del Jardinero. Es el elemento más típico de la Plaza de las Monjas. Pequeño inmueble realizado en los primeros años del siglo XX de marcado carácter regionalista en el que destaca sus labrados azulejos que revisten las ventanas y su techumbre de tejas vidriadas verdes.
- Correos. Interesante edificio fechado en 1933 y ubicado entre el casco histórico y el Muelle Inglés. De grandes dimensiones, destaca su gran escudo situado bajo la entrada principal y sus buzones exteriores, que tienen forma de cabezas de leones, datados según se puede apreciar, en 1914.
- Casa Antonio Guijarro, en la calle Rico (antiguo Conservatorio de Música). Espectacular casa modernista de 1910 (catalogado como uno de los mejores ejemplos del modernismo en la baja Andalucía) en el que destacan su imponente vidriera, su puerta con dos columnas a cada lado y su impresionante patio. Se puede visitar en su horario de apertura y es gratuito.
- Casa de los Litri. Es uno de los mejores ejemplos del modernismo en la ciudad de Huelva. Destacan las formas curvas propias del estilo en las ventanas y los cierres metálicos.
- Palacio Episcopal. Edificio de grandes dimensiones construido en 1956 tras la creación de la Diócesis de Huelva. Situado en un lugar privilegiado, desde el cual se obtiene una imagen general de la ciudad. Inmueble robusto del cual destacan sus columnas que le dan un aire clásico y el gran escudo que preside el palacio.
- Casa Cristóbal Yuste. Inmueble modernista realizado en 1907, siendo el único proyecto realizado por Aníbal González en la ciudad de Huelva.
- Casa Diego Toscano. Inmueble modernista construido en 1923 por Pérez Carasa, situado en la Av/Manuel Siurot. Actualmente alberga el Colegio Montessori.
- Centro de Instrucción Comercial, en la calle Marina. Edificio neomudéjar de principios de siglo. Destacan sus columnas y su torreón. Se dice que las columnas estaban inspiradas en el patio de los Leones de la Alhambra de Granada.
- Casa Antonio Checa en la calle Puerto (frente a la casa del Millón y el Palacio Mora Claros). Peculiar edificio de 1904 realizada por Francisco Monís. Conjuga varios estilo entre ellos el modernismo y el neogótico. Forma uno de los rincones más bellos de la ciudad. Destaca sus dos espadañas y sus dos vidrieras.
- Banco de España (José Yárnoz Larrosa, entre 1935 1938). Monumental edificio neoclásico situado en la Plaza de las Monjas. Su situación de esquina y sus bellas columnas le dan un aire colosal. Actualmente se encuentra cerrado a expensas de una rehabilitación para fines culturales.
- Casa de la Bola, en la plaza de las Monjas. Impresionante edificio de inspiración modernista y regionalista, conjuga el ladrillo visto de la época con azulejos típicos. Destaca su cúpula dorada, motivo por el cual ha sido denominado también «edificio de la bola».
- Casa Garrido Perelló. Típica casa onubense de comienzos de siglo enclavada en pleno parque Moret. Ha sido recientemente rehabilitada para albergar el Centro de Interpretación y recepción del Parque. Junto a ella se encuentra un antiguo molino de viento.
- Edificio de «la Gota de Leche». Edificio de principios de siglo junto a la Catedral de Huelva. Su estilo conjuga el regionalismo y el neomudéjar. Destacan los azulejos de época en los que aún perdura su antigua denominación «Gota de Leche».
- Pabellones del Puerto. Conjunto formado por dos pabellones de estilo racionalista situados a la entrada de la Glorieta de las Canoas, en la zona portuaria de la ciudad. Están declarados BIC.
- Casa y Papelería Muñoz. Peculiar casa puramente modernista situada en la calle Palacio. Fue construida por Francisco Hernández-Rubio en 1909. Destaca su balcón central así como sus rejas en las que se puede observar su clara vocación modernista.
- Casa Rafael Mojarro. Edificio modernista realizado por José María Pérez Carasa en 1923. Destaca sobre todo sus molduras típicas del modernismo. Actualmente alberga una conocida franquicia textil.
- Casa Claudio Saavedra. Espectacular edificio neomudéjar realizado por Francisco Monís en 1906. Destacan su gran cierre central y sus ventanas con columnas.
- Casa Serafín López. Realizado por Moisés Serrano en 1913 y de estilo neomudéjar. Se trata de uno de los edificios más peculiares de la ciudad debido a su gran cantidad de columnas en las ventanas.
- Casa c/ Vázquez López. Casa señorial realizada en un soberbio estilo regionalista. Destaca sus dos espadañas y su gran mirador acristalado, considerado uno de los mejores de la ciudad.
- Casa Vázquez Limón. Casa-palacio modernista situada en la calle La Fuente. Destacan sus dos cierres metálicos y las molduras propias del modernismo.
- Aduana. Levantado en 1949 tiene una interesante fachada que combina el ladrillo y el granito; es un ejemplo del regionalismo arquitectónico. Situado en la Plaza 12 de Octubre, junto al casco histórico y el puerto de la ciudad.
- Escuela de Arte León Ortega. Se trata del antiguo Matadero municipal que da nombre al barrio donde se ubica, junto al Barrio Reina Victoria. Edificio realizado a finales del siglo XIX en ladrillo visto, propio del neomudéjar de la época.
- Colegio Santo Angel Antiguo palacete realizado en los años veinte por Pérez Carasa en estilo modernista con influencias del modernismo catalán. Se trata de uno de los mejores ejemplos del modernismo realizado por dicho autor.
- Chalets de Mackay y McDonald. Se trata de dos chalets realizados en 1911 para albergan las viviendas de estos dos doctores venidos a la ciudad de Huelva para cubrir las necesidades sanitarias de los ingleses afincados en la ciudad.
- Pabellones para mutilados. Situado junto a la plaza de la Merced, edificio de grandes dimensiones realizado en 1938 en estilo racionalista en su interior y regionalista en el exterior. Está rematado con torreón en cada una de sus cuatro esquinas y cuenta con una plaza interior donde se puede observar el puro estilo racionalista.
- Palacio de Justicia. Edificio de grandes dimensiones a modo de un gran cubo robusto. Data de 1947 y es de un marcado estilo sobrio y austero, propio de la época en la que fue levantado. Destacan dos grandes escudos que coronan la fachada.

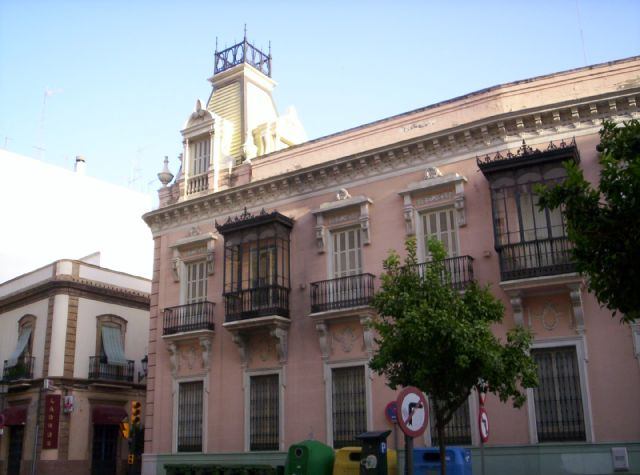
Palacio de Mora Claros, actualmente Centro de Día (1919).
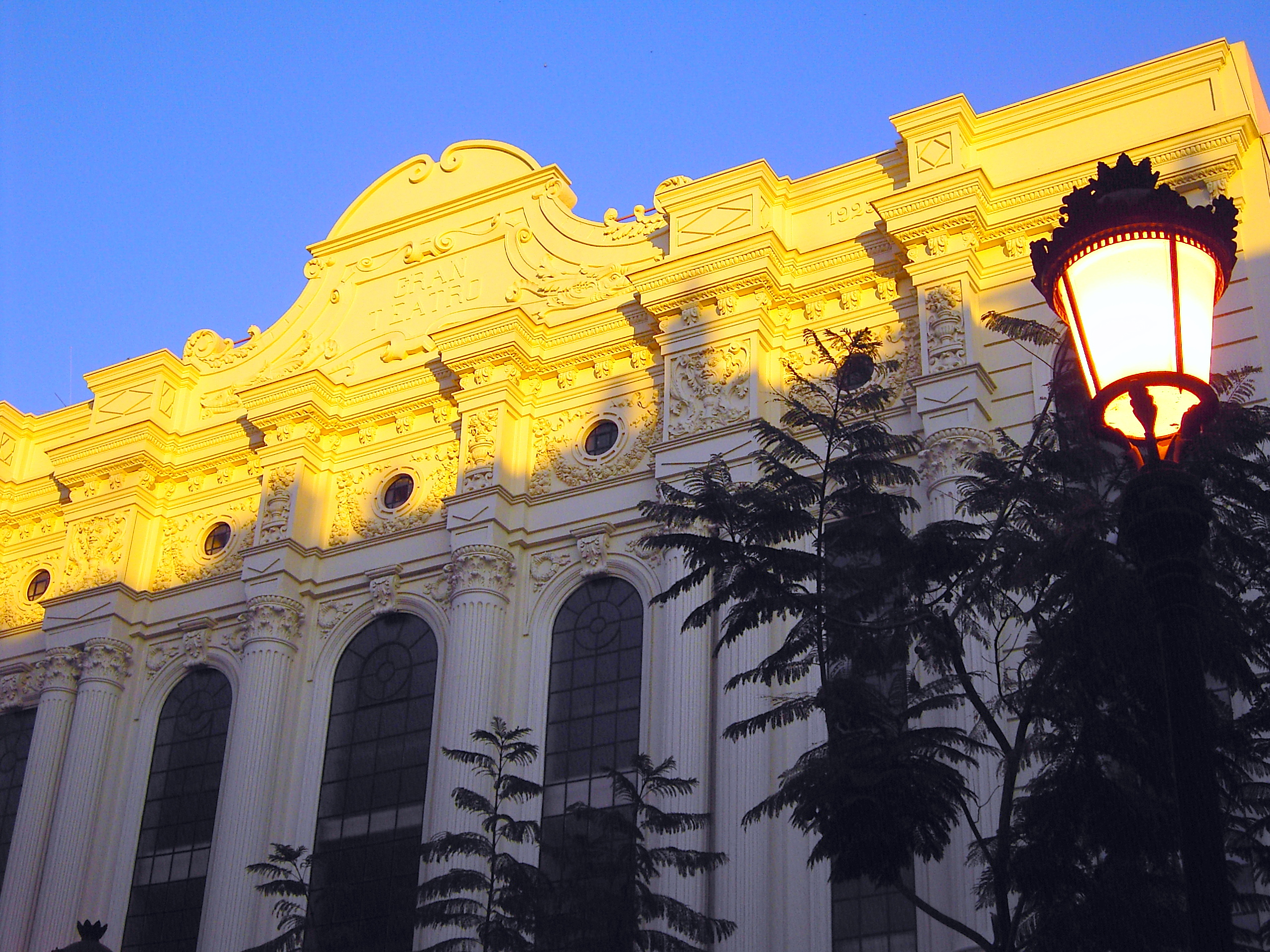
Gran Teatro (1923).
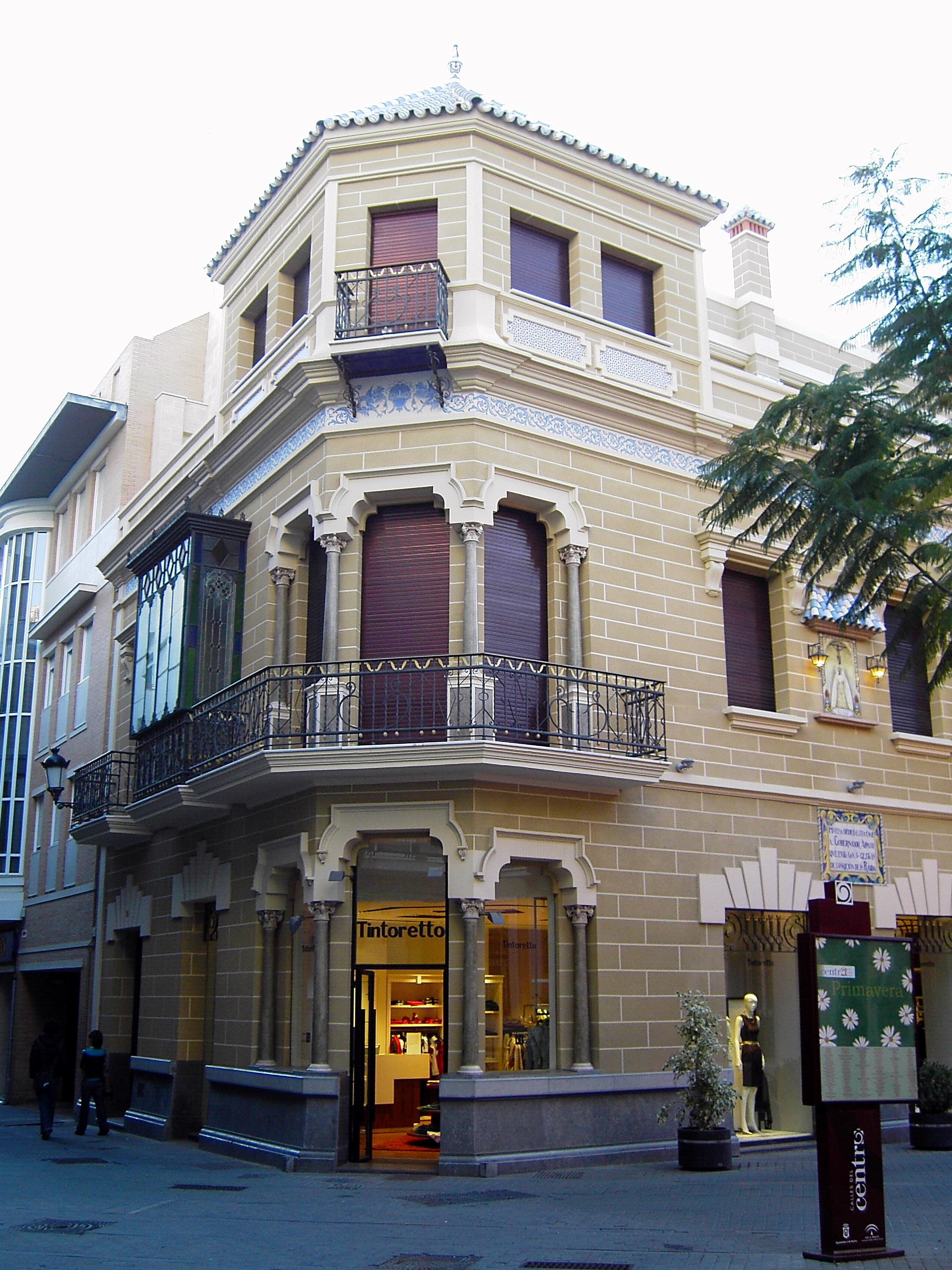
Casa Méndez Camacho (1925).
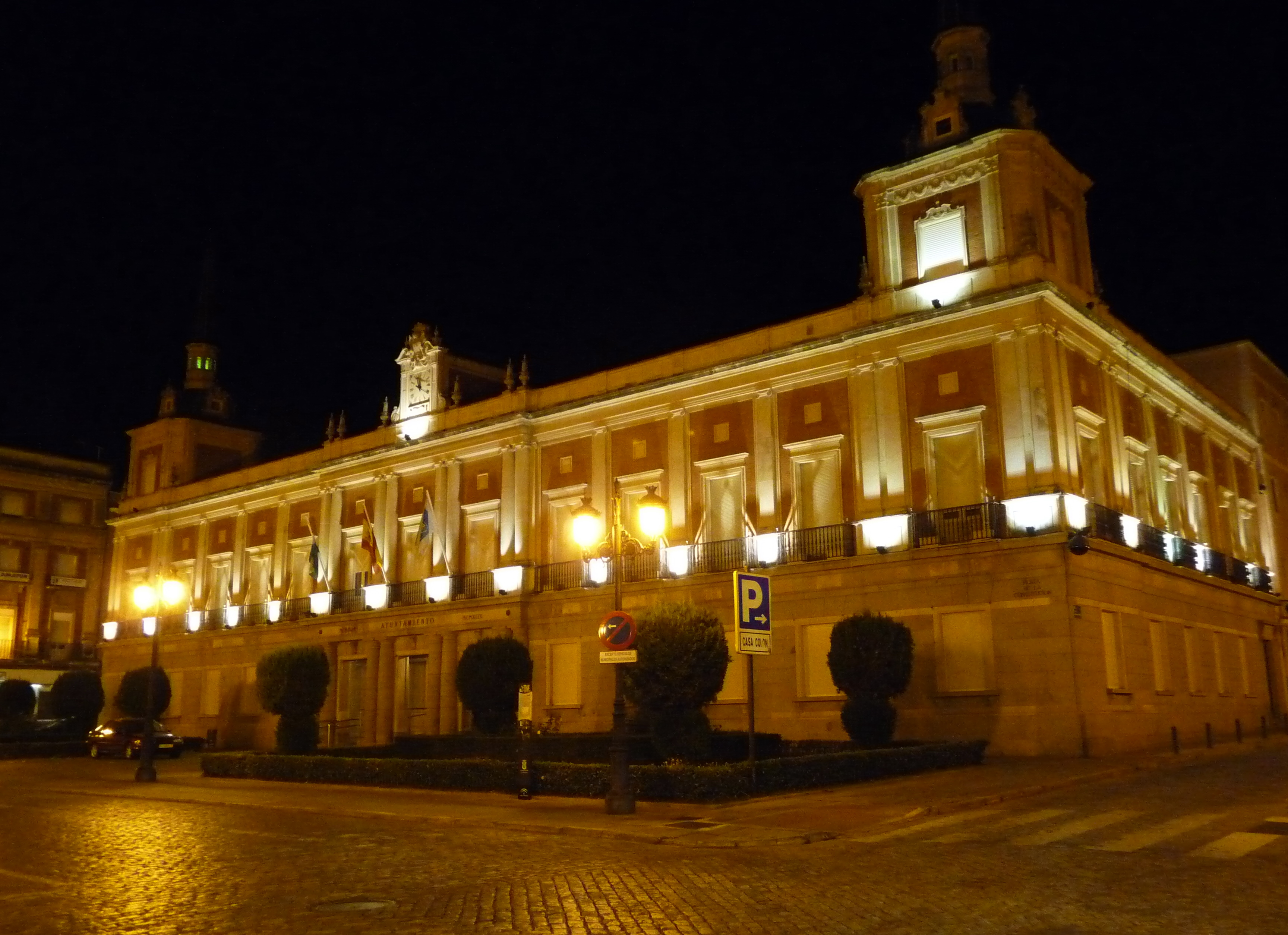
Ayuntamiento de Huelva (1949).
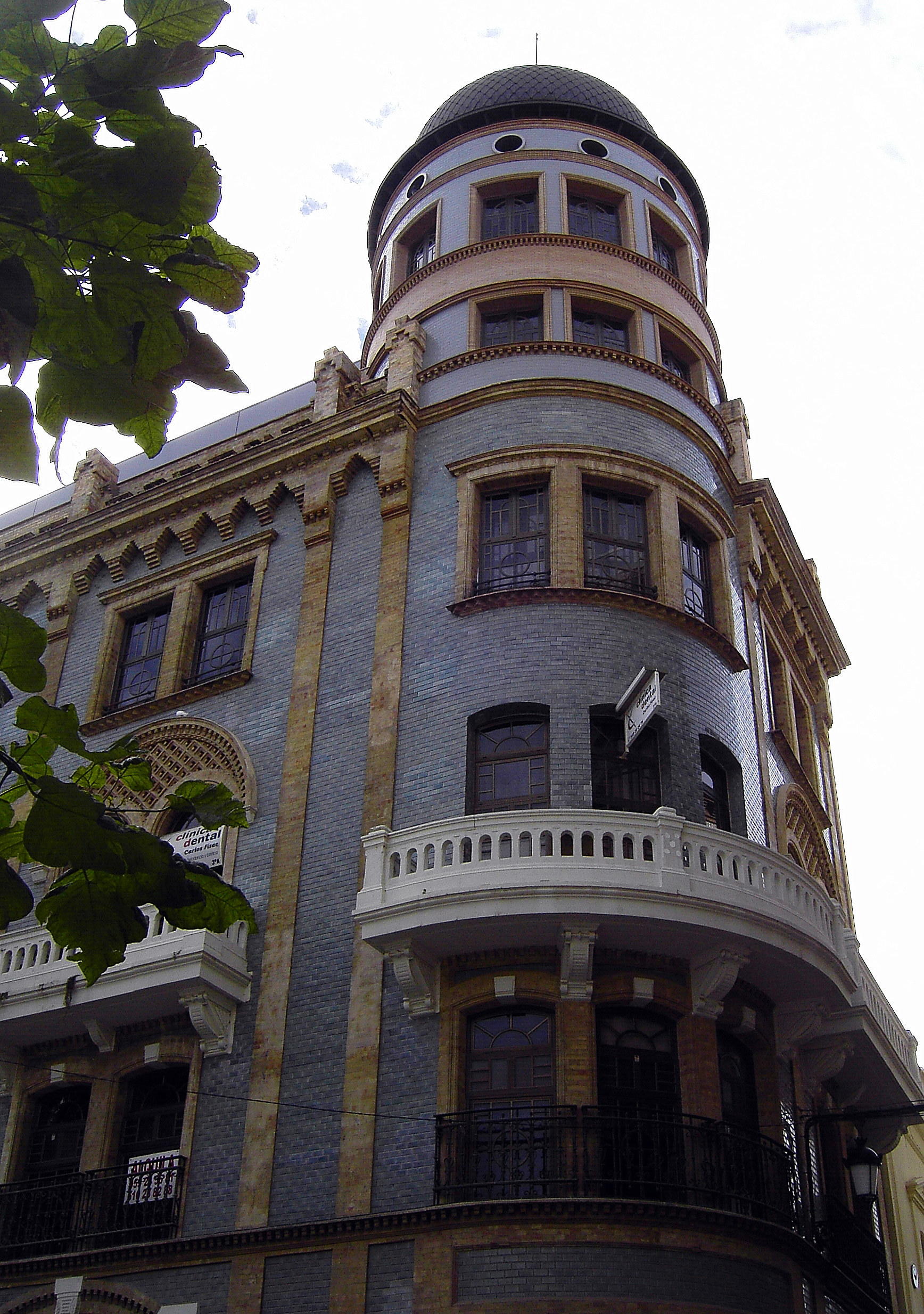
Casa de La Bola (1907).
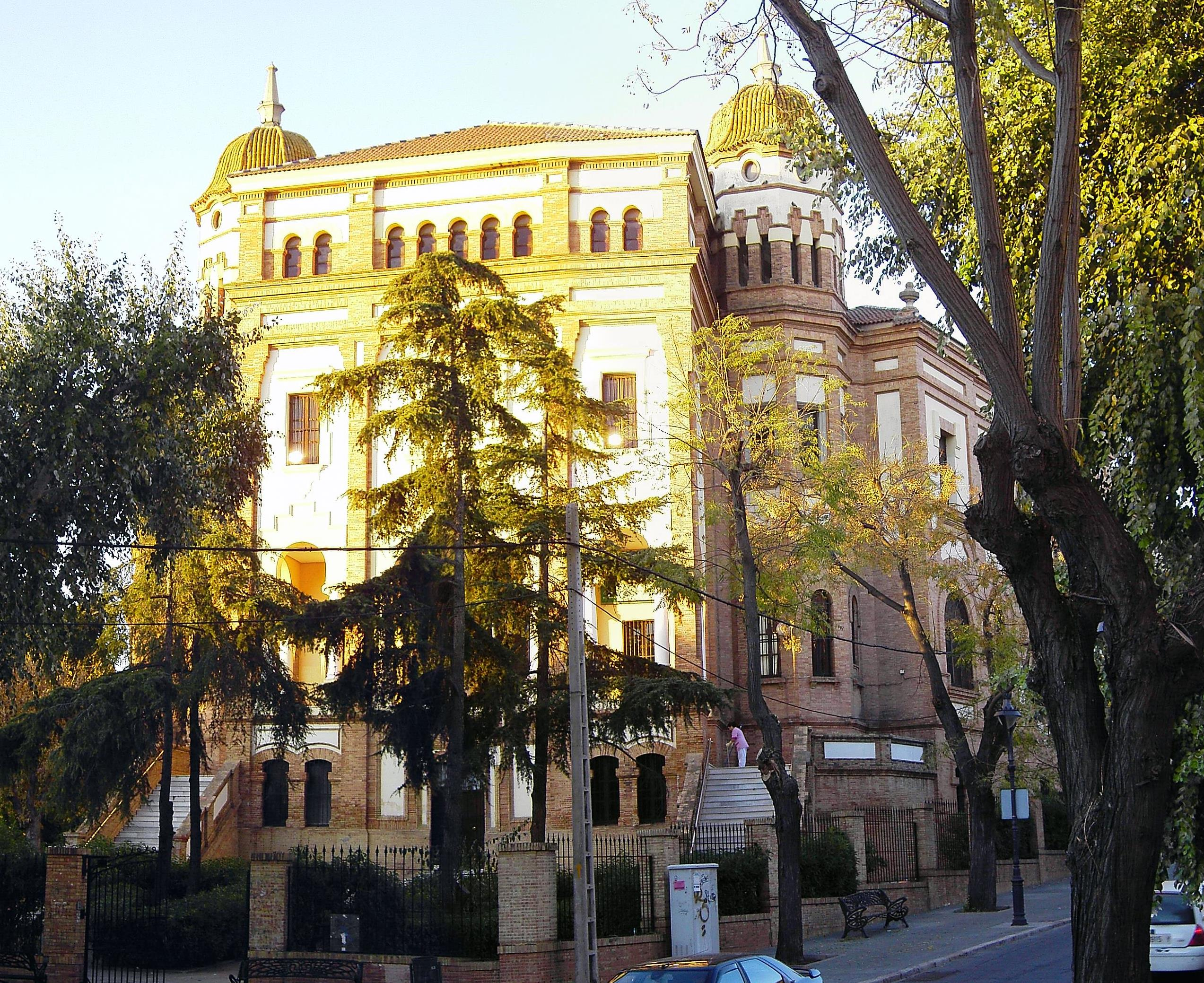
Instituto de Enseñanza Secundaria «La Rábida» (1933).
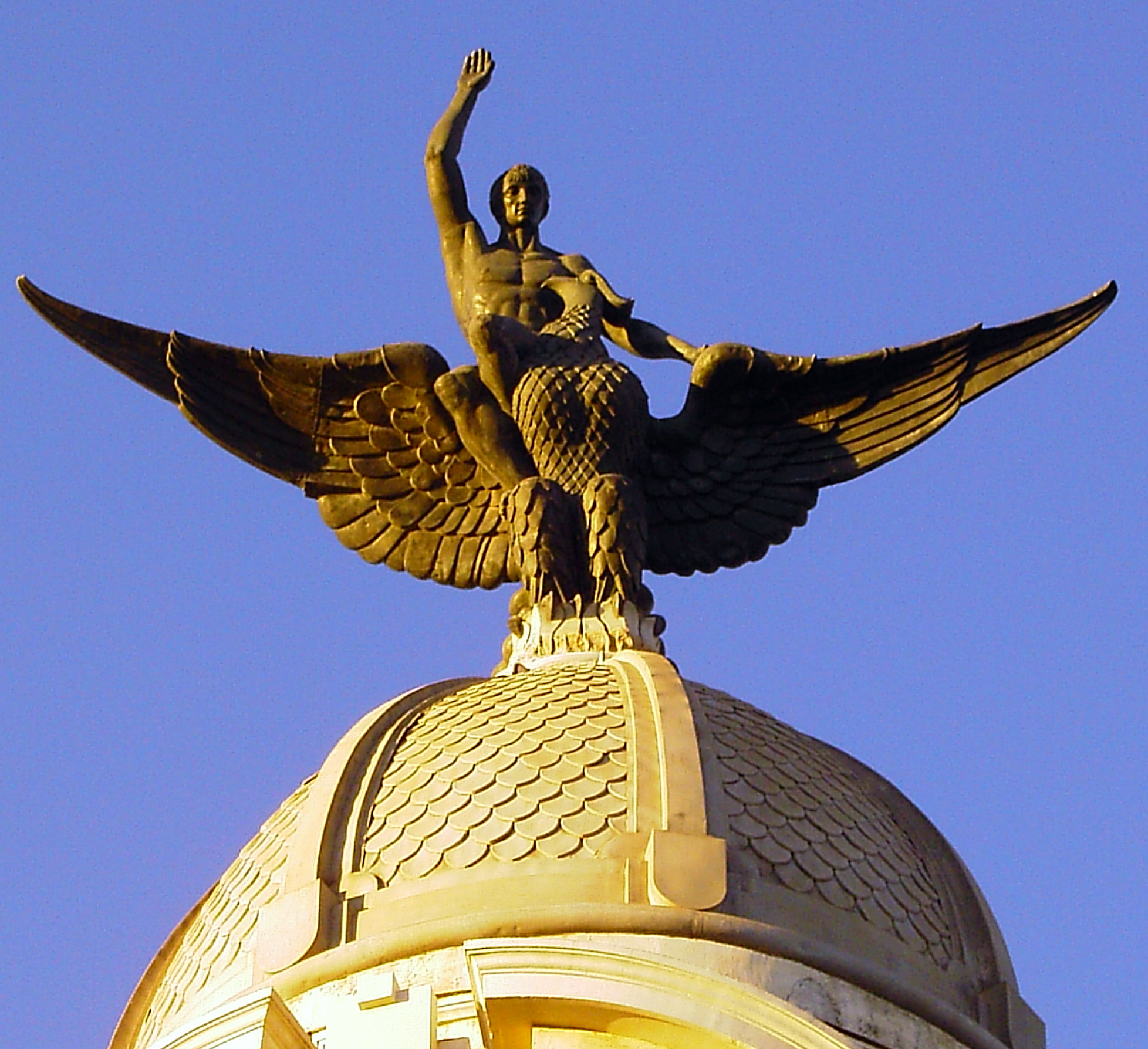
La Unión y el Fénix, detalle (1947).
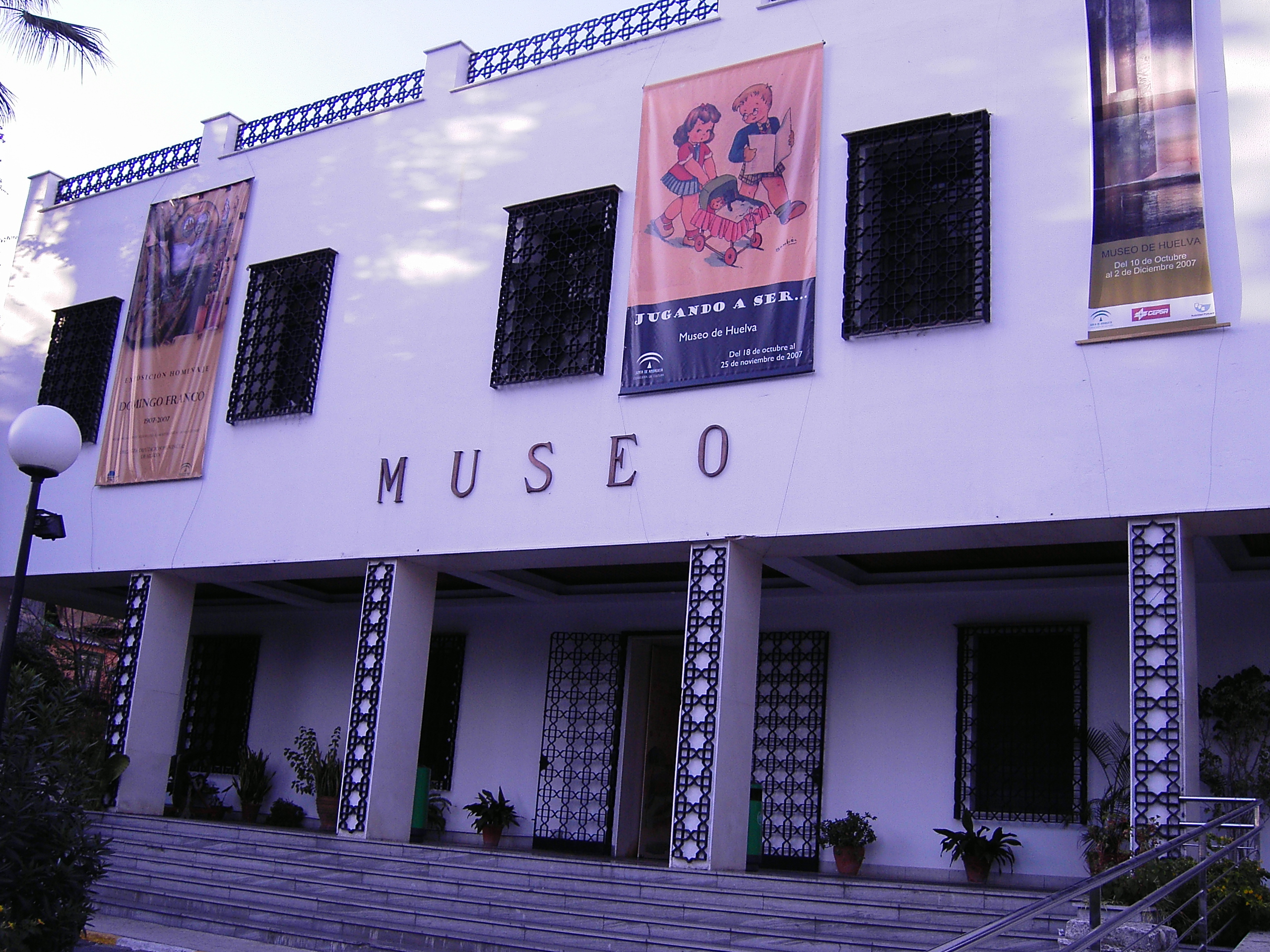
Museo provincial (1973).
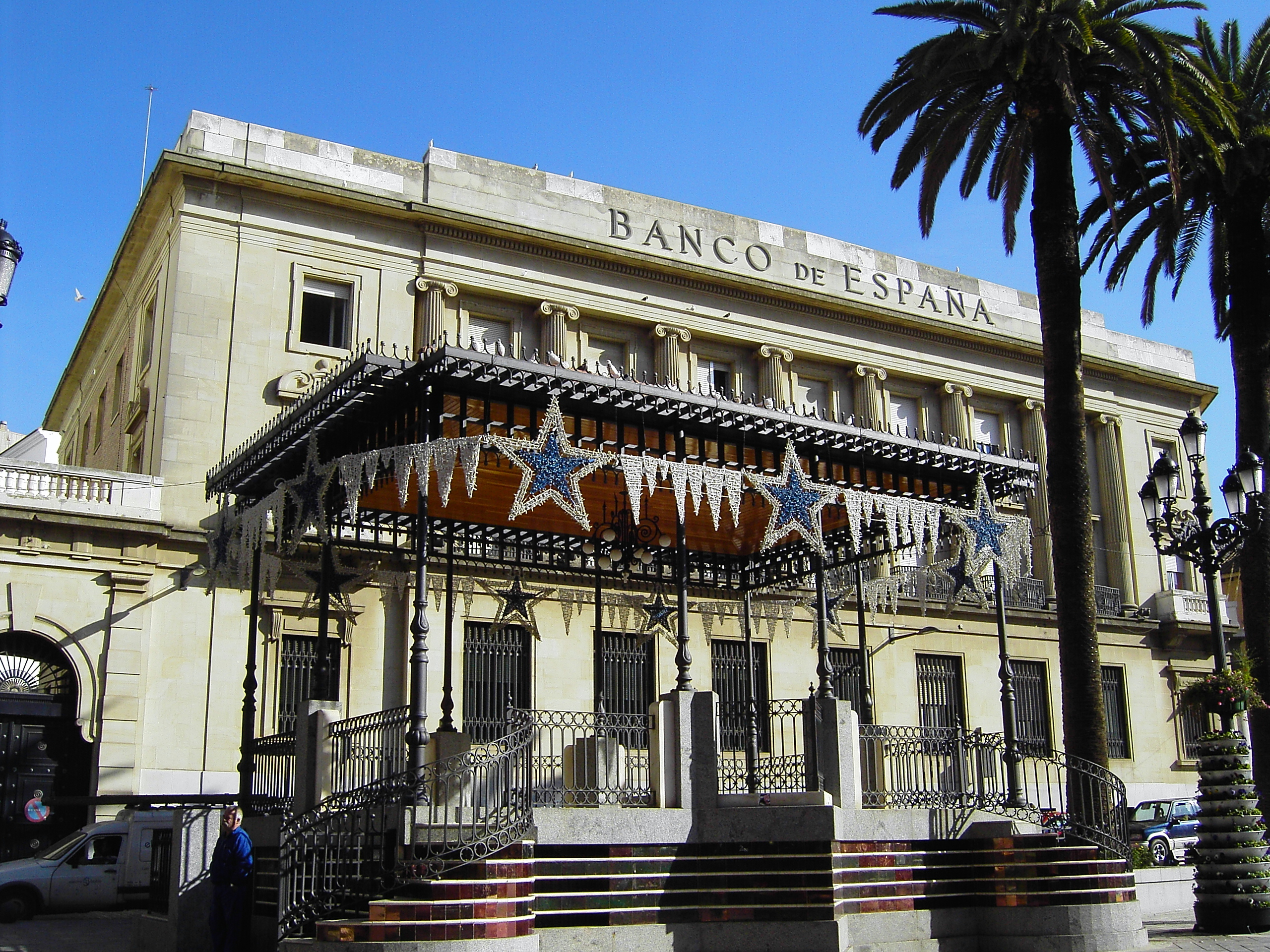
Banco de España (1933).

De la segunda mitad destacan:
- Edificios del Movimiento Moderno. En Huelva existe un gran abanico de edificios levantados (principalmente en la zona centro de la ciudad) a finales de los años 50 y comienzos de los 60 que, por su estilo, volumetrías y detalles, merecen ser protegidos. Tales son los casos el edificio en C/Gravina esquina con C/Béjar, la sede de la Cámara de Comercio, edificios junto al de la Seguridad Social, edificio en Pza La Merced esquina Vazquéz Limón, antigua sede Sevillana Electricidad en Méndez Núñez, entre otros.
- 'Museo Provincial' (1973).
- Palacio del Cine. Construido en 1960 en el centro de la capital.Fue uno de los mejores cines de la época, actualmente está destinado a oficinas de la Seguridad Social.
- Autoridad Portuaria de Huelva. Edificio situado en la zona portuaria y levantando en 1962. Claro ejemplo del llamado «movimiento moderno» están declarados BIC.
- Muelle de Levante. Construido en 1972, es uno de los dos puertos con los que cuenta la ciudad. Este concretamente es el Puerto Interior, el de menor tráfico pero es considerado el verdadero puerto pues se encuentra junto al centro de Huelva. Tiene una longitud aproximada de 1 km, en el que destaca principalmente la valla de grandes proporciones que cerca todo el perímetro realizada en hierro fundido con detalles dorados que le otorga un aire monumental. Dentro del recinto portuario podemos observar los tinglados, grúas y demás elementos propios de un puerto pesquero.
- Colegio Funcadia. 1960. Constituido por varios pabellones muestra una clara arquitectura del movimiento moderno destacando en su construcción materiales como el ladrillo y la disposición de los pabellones.
- Mercado de San Sebastián. Levantado en el histórico barrio de Huerta Mena, destaca su vistosa fachada fabricada en ladrillo así como los arcos de acceso al interior del mercado.
- Barrio Huerta Mena. Conjunto de edificios de 3 alturas situados junto al centro histórico de la capital. Se levantaron durante los últimos años de la década de los 40 y principios de los 50. Llamado así por el lugar donde se levantó, una antigua huerta de la familia de los Mena. Constituye un barrio compacto, de imagen homogénea con elementos destacados del movimiento moderno. Está configurado a mono de mini-ensanche dibujando manzanas similares y dividida por una gran avenida, llamada Pío XII, que cuenta con una densa arboleda.
- Gasolinera. Se trata de uno de los mejores ejemplos racionalistas de la ciudad. Construida en 1955 en la que destacan sus grandes marquesinas y su torre en la parte central de la estación de servicio. Está declarada BIC.
- Centro Comercial Costa Luz. Alberga los comercios Hipercor y Tiendas el Corte Inglés. Es un complejo comercial de forma singular debido al terreno donde se ubica, un antiguo cabezo. Sigue unas trazas modernas destacando el cristal y el mármol como elementos predominantes. Levantado en 1990.
- Avenida Pablo Rada. zona moderna y de ambiente por excelencia. Situada entre la Avenida de Andalucía y el centro histórico. Se trata de una avenida que une la ciudad vieja con la nueva y que se convierte en el nuevo centro de la ciudad desde los años 90.

## SigloXXI
Con el crecimiento de los años 90 y sobre todo de los primeros del siglo XXI se levantan nuevas construcciones tanto de iniciativa privada como pública. Algunas de ellas son:
- Sede de Aguas de Huelva, en la Avenida Alemania, entre el centro de la ciudad y el moderno barrio de Zafra. Se trata de un edificio de grandes dimensiones de peculiar aspecto que incorpora un novedoso sistema acuático, de tal forma que en todo el perímetro del edificio cae continuamente agua a modo de cascada. Se accede a él a través de pasarelas metálicas y en un jardín anexo se pueden observar los restos de antigua canalización de la época romana.
- Sede Delegaciones Provinciales de la Junta de Andalucía, en el barrio de Zafra.
- Campus Universitario del Carmen de la Universidad de Huelva.
- Estación de autobuses (Cruz y Ortiz).
- Paseo de la Glorieta, que une la zona de la Merced con el Centro Comercial Aqualón Puerto. A destacar los nuevos edificios de la Policía Nacional y Local, la sede de Endesa y la glorieta dedicada al marinero.
- En cuanto a los edificios deportivos destacan el Estadio Nuevo Colombino, el Estadio iberoamericano o el Palacio de los Deportes.
- Nuevo Mercado, diseñado por Joaquín Aramburu, posee un llamativo aspecto donde destacan unas vidrieras compuestas de formas irregulares de diferentes colores. Situado en Pescadería y en el mismo centro de Huelva dispone de más de setecientas plazas de aparcamiento.
- Edificio Ramade. Se trata de un gran edificio actualmente en construcción diseñado por el prestigioso arquitecto Rafael de la Hoz. Está situado entre el casco histórico y el Ensanche, donde irá ubicado un macro-proyecto urbanístico que unirá aún más la ciudad con su ría.

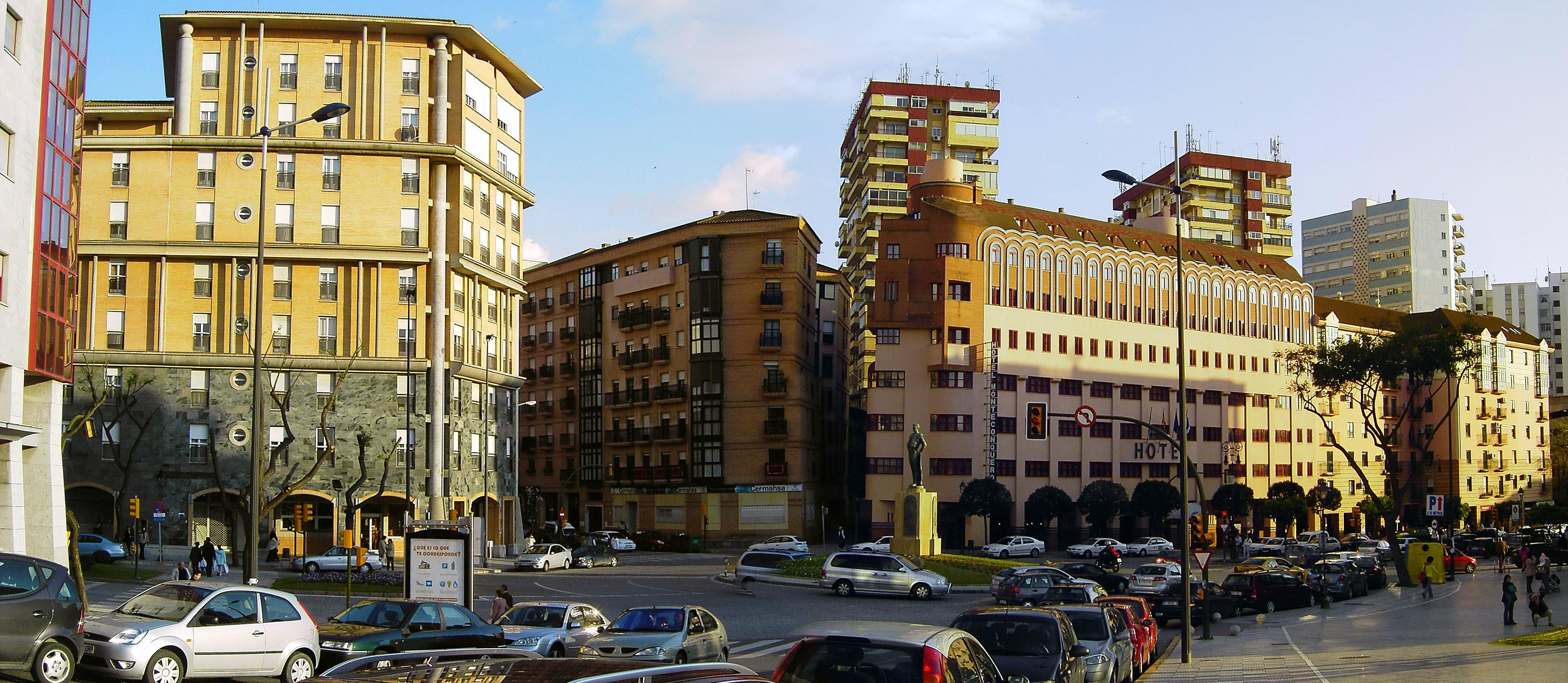
Avenida de Andalucía. Pablo Rada (finales del siglo XX).
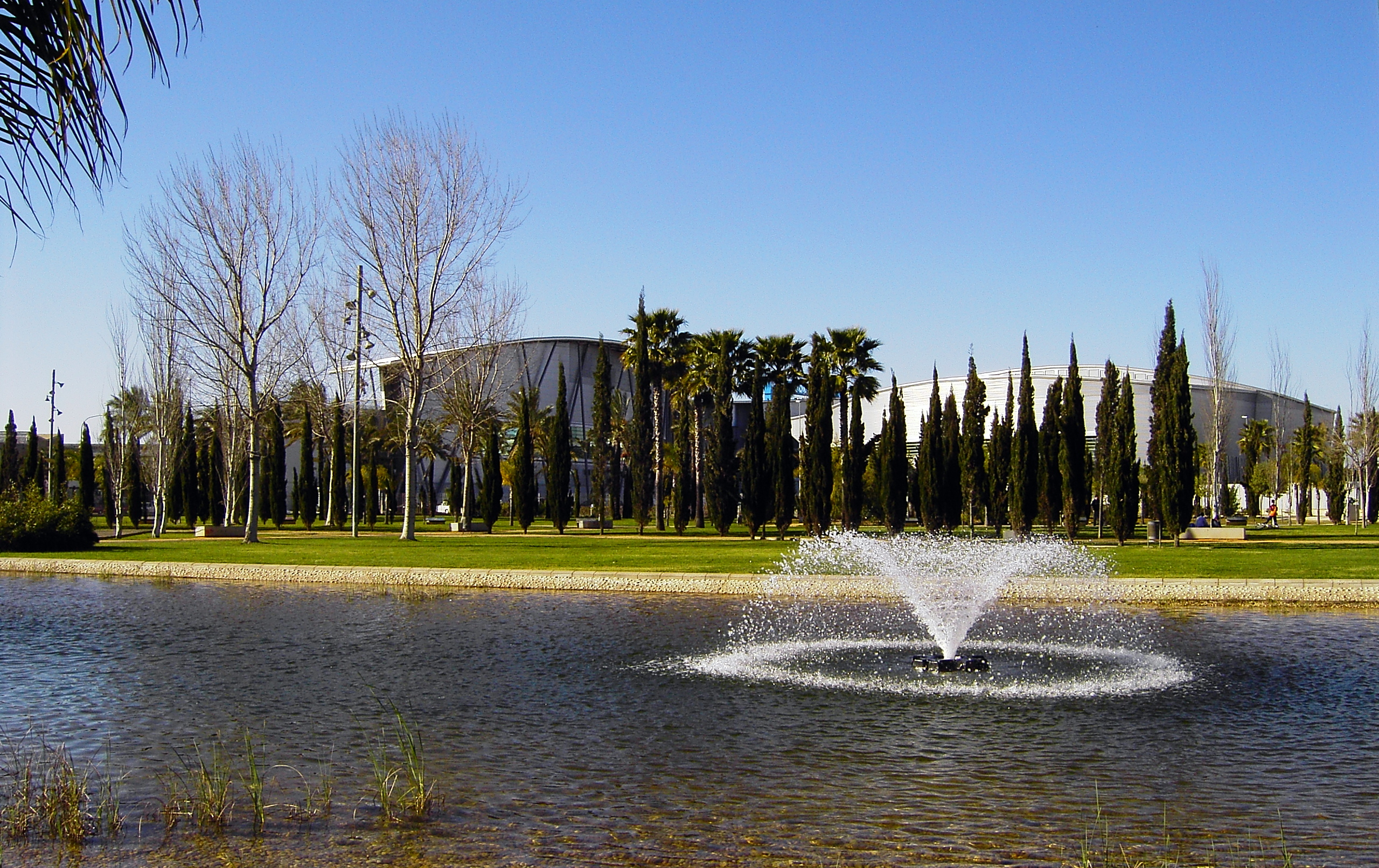
Centro comercial Aqualon desde el Parque urbano de Zafra (2002).
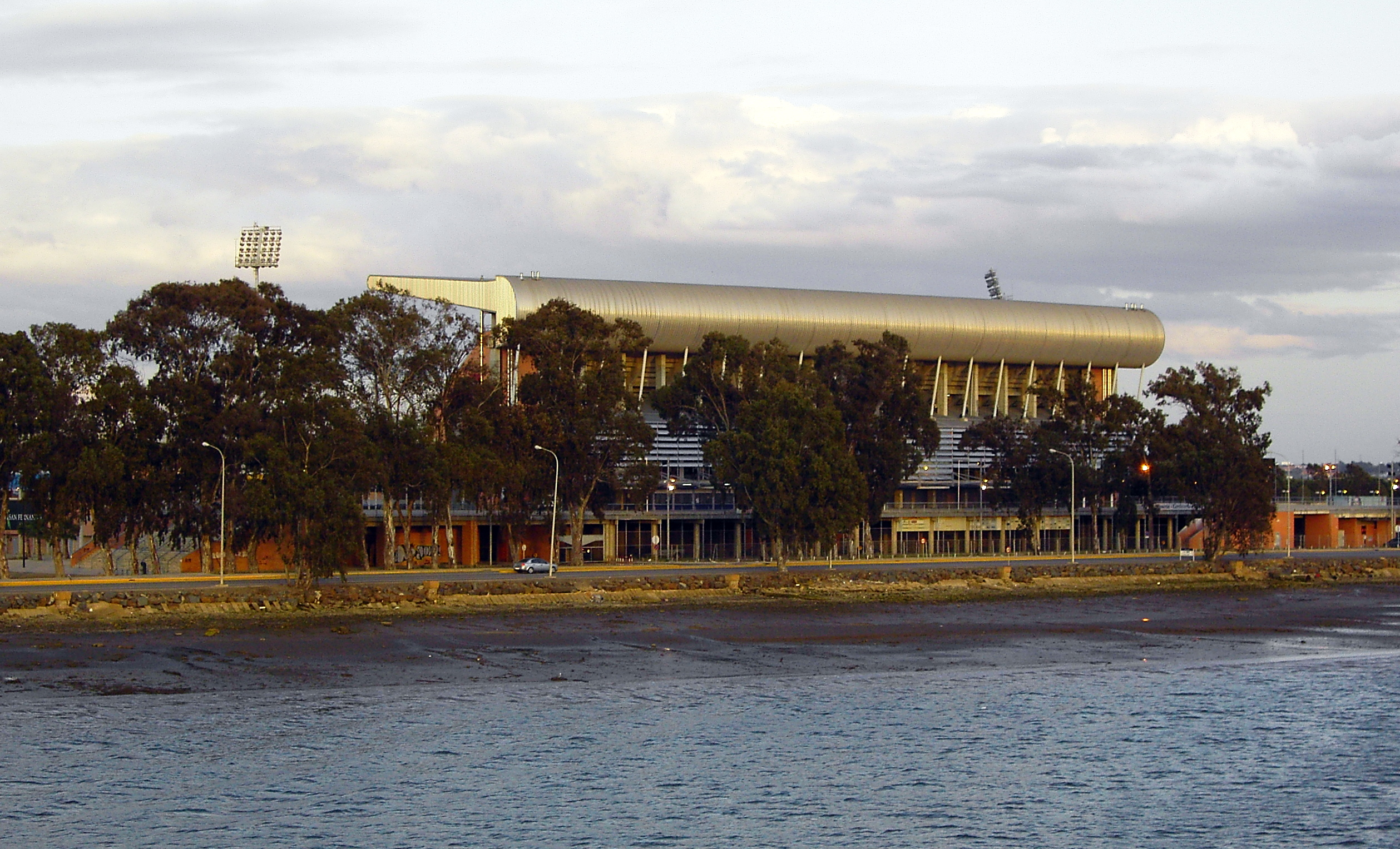
Estadio Nuevo Colombino (2001).

## Situación especial y legal
La situación actual del patrimonio civil de la ciudad contempla, por parte del Ayuntamiento de la ciudad, la inclusión de en torno a cincuenta de estas edificaciones como singulares, también se establece una protección especial de edificios de los siglos XIX y XX. El total de edificios con algún grado de protección sobrepasan los 200. Sobre 1400 edificios de la zona centro no se encuentran en estado de protección.
En cuanto a la Junta de Andalucía, tiene una serie de edificios catalogados como Bien de Interés Cultural que están sometidos a protección.